# Aurore (seriál)
Aurore je francouzský televizní seriál z roku 2017. Jde o minisérii o třech epizodách (po 55 minutách), přičemž všechny natočila režisérka Laetitia Massonová podle vlastního scénáře. V seriálu hrají například Élodie Bouchezová, Aurore Clément, Hélène Fillières a Anna Mouglalis. Seriál byl natočen pro stanici ARTE. Autorem originální hudby k seriálu je Bruno Coulais. Jeho natáčení začalo v srpnu 2016.